# Euphalerus vermiculosus
Euphalerus vermiculosus är en insektsart som beskrevs av Crawford 1914. Euphalerus vermiculosus ingår i släktet Euphalerus och familjen rundbladloppor. Inga underarter finns listade i Catalogue of Life.